# Imunogenetică
Imunogenetica este o ramură medicală de cercetare care explorează relațiile dintre sistemul imunitar și genetică.
Bolile de autoimunitate, cum ar fi diabetul de tipul 1, sunt particularitati genetice complexe, cauzate de erori ale sistemului imunitar. Identificarea genelor ce afecteaza imunitatea poate contribui la o cercetare mai ampla a acestora in scop terapeutic. Alternativ, variatiile genetice pot ajuta si la o intelegere mai buna a factorilor imunologici ce au ca si consecinta aparitia bolilor.
Este o ramură relativ nouă în medicină, originile fiindu-i atribuite lui Edward Jenner care a descoperit în 1796 faptul ca variola vacilor, sau vaccinia, reprezinta un antidot pentru variola manifestată la oameni. Doua secole mai tarziu (in anul 1979), Organizația Mondială a Sănătății a anunțat eradicarea acesteia.
Termenul de imunogenetică este format din doua cuvinte: imunologie și genetică și este definit ca fiind „o subcategorie a geneticii, concentrându-se pe reacțiile imunologice la nivel genetic”, după cum spune MeSH(NCBI/NLM, 1971). Genetica provine de la grecescul γενεά geneá, urmaș și γένεσις génesis, origine, este știința care cercetează transferul caracteristicilor de la o generație la următoarea. Genele unui organism (componentele ADN-ului) și transferul de gene de la părinte la copil și variațiile sunt fundamentele geneticii.
Imunologia e de natură biologică și biochimică pentru ca organismul să se apere de germeni ca bacteriile, virusuri și micoze, dar și de agenți patogeni ca toxinele biologice și poluanții înconjurători, și de erori și greșeli ale acestui sistem de apărare. În ciuda acestor efecte externe asupra organismului apar efecte de apărare față de propriul corp. Prin urmare, imunologia e o subcategorie a biologiei.
Termenul imunogenetică cuprinde toate procesele unui organism care sunt pe de-o parte controlate și influențate de genele unui orgaism iar, pe de cealaltă parte semnificative în ceea ce privește reacțiile de apărare imunologice ale organismului.

## Istorie
Imunologia sistemului imunitar a început să se dezvolte din secolul al XIX-lea. Cu toate acestea, apărarea și prevenirea din timp a bolilor a fost o sarcină esențială pentru toți șamanii, medici si asa-zisi medici de-a lungul timpului. Primul Premiu Nobel în domeniul imunogeneticii a fost înmânat lui Baruj Benacerraf, Jean Dausset și George Snell Davis în 1980 pentru descoperirea determinată genetic a structurilor suprafețelor celulare, cele care controlează reacțiile imunologice.   

## Domeniile actuale de cercetare
În ultimii 20 de ani activitățile de cercetare s-au axat pe un număr mare de întrebări în immunogenetică. Atât accelerarea și reducerea costurilor pentru secvențierea genelor au dus la o cercetare mai intensă a ambelor grupuri academice și comerciale de lucru. Teme actuale de cercetare se ocupă în special cu previziuni pe cursul de boli și recomandări de tratament datorită dispozițiilor genetice și modul în care aceste dispoziții pot fi afectate de agenți (terapie genică).
O atenție specială este adesea pusă pe previziunile în ceea ce privește și terapia bolilor autoimune genetic, care includ toate bolile cauzate de o reacție extremă a sistemului imunitar împotriva țesutului propriu al corpului. Din greșeală sistemul imunitar recunoaște țesut proprie a corpului ca un obiect străin, iar instinctul e de a lupta. Acest lucru poate duce la reacții inflamatorii grave, care pot deteriora permanent organele respective. Bolile autoimune, pot fi vizibile în genomul individual al organismului. Acestea sunt scleroza multipla, diabet zaharat de tip I, artrita reumatoidă sau boala Crohn (un exemplu pentru o boală imună mediat fără deposedare genetice este HIV, care este cauzate de virus). În ceea ce privește scleroza multiplă un articol aclamat mult în revista Nature din mai 2010 au arătat că această boală autoimună nu este cauzată de o variație genetică, dar drumul și tratabilitatea sunt considerabil influențate de dispoziții genetice. Această cercetare s-a bazat pe analiza monovulara a trei perechi de gemeni din care unul dintre gemeni a contractat scleroză multiplă în timp ce celălalt nu.